# Zcash
Zcash是一種注重隐私的去中心化、开源的加密互联网货币，源自比特币的代码库，其主要创新是通过零知识证明添加了加密账本。与比特币相比，其更注重于隐私，以及对交易透明的可控性。
交易可以是透明的（类似于比特币交易），也可以是使用零知识证明类型来提供交易匿名性的屏蔽交易。Zcash币要么在透明池中，要么在屏蔽池中。用户可以使用Zcash钱包，如Zashi，这些钱包通过要求资金在花费前被屏蔽来提供默认隐私。截至2025年7月，大约有2000万现有币被屏蔽。
具体体现为：公有区块链加密了交易记录中的发送人、接收人、交易量；用户可裁量选择是否向其他人提供查看密钥，仅拥有此密钥的人才能看到交易的内容。
Zcash团队认为Zcash有能力与比特币竞争。

## 历史
从2014年开始，Zcash协议（即"Zerocash"）在原开发者团队与约翰·霍普金斯大学、麻省理工学院、以色列理工学院和特拉维夫大学的各个小组的协作下，逐步提高了原协议（即 "Zerocoin"）的效率和匿名性。
2016年1月20日，Zcash项目作为Zerocash项目的应用，正式由首席执行官Zooko Wilkox宣布。
Zcash 1.0.0正式版已定于2016年10月28日发布，同时也将开放挖矿。

## 使用
Zcash被用作一种注重隐私的加密货币，允许用户发送屏蔽（私人）或透明（公共）交易。屏蔽交易使用零知识证明来保持发送者、接收者和交易金额的机密性。截至2025年7月，大约20%的ZEC币总供应量保存在屏蔽地址中。
Zashi是由Electric Coin Company开发的现代钱包，目前被认为是提供默认隐私的最用户友好的钱包之一。它强制要求资金在花费前被屏蔽，并为跨平台用户简化了屏蔽交易。
Zcash采用类似于比特币的工作量证明共识机制。区块奖励在矿工和Zcash开发基金之间分配：80%的奖励分给矿工，20%分配用于维持Zcash的开发。一个提议的未来升级将把开发基金的三分之二重新分配给ZEC币持有者，允许他们投票决定资金如何分配——引入更加去中心化的治理机制。

## 扩展努力
Zcash通过三个主要的屏蔽池不断发展，每个都比前一个更私密和可扩展。

### Sprout (2016)：原型
- 第一个使用zk-SNARKs的隐私链。
- 需要一个"可信设置仪式"，著名地涉及了爱德华·斯诺登。
- 沉重：每笔交易需要3GB RAM。对移动设备不友好。
- 如果设置被破坏，可能会在未被检测到的情况下铸造无限币。

今天：正在弃用过程中。像Zashi这样的钱包会自动将用户迁移到最私密和安全的选项。

### Sapling (2018)：真正的可用性
- 效率提高100倍：终于可以在手机上使用。
- 引入了视图密钥、多样化地址和轻客户端支持。
- 仍需要可信设置，但这次有数百名参与者参加两阶段仪式（Powers of Tau[13]）。更去中心化，但仍然是信任锚点。

Sapling仍然受支持，但正在被淘汰。新的用户体验引导用户远离它。

### Orchard (2022)：无需信任
- 基于Halo 2构建：一个无需可信设置的递归证明ZK系统。
- 无仪式。无假设。无信任锚点。
- 支持批处理、ZK rollups和移动设备上的高效同步。

Orchard是当今现代Zcash钱包的默认选择。

## 网络升级
Zcash网络的第一次升级通过在区块347500的硬分叉完成，于2018年6月25日发生。引入了一个新功能，允许用户为交易配置过期时间。五个Zcash改进提案，分别是143、200、201、203得到了实施。此次升级还改进了签名验证，有助于提高交易速度。
从那时起，Zcash网络经历了几次重大升级，包括2018年实施Sapling协议和随后在2022年实施Orchard协议。到2025年，网络继续在隐私、可扩展性和可用性方面不断改进，像Zashi这样的现代钱包提供默认隐私，大约20%的ZEC总供应量保存在屏蔽地址中。